# مسرح الريف
- من المسارح البحرينية حديثة التأسيس، حيث تأسس مسرح الريف عام 2005م، وهو يحمل طابعاً خاصاً يستقي من البيئة في الريف البحريني.
- قدّم في مهرجان أوال المسرحي 2006 مسرحية (غضب الدار) للكاتب المسرحي مهدي سلمان وإخراج محمد الحجيري، وفي العام 2007م قدّم ضمن نفس المهرجان مسرحية (المطحون) للكاتب المسرحي حسن أبو حسن، وإخراج طاهر محسن. وفي عام 2007 في العيد الوطني قدم مسرحية فله المسحوره تأليف علي سلمان وإخراج طاهر محسن، وفي عام 2008 قدم ورشه عمل باسم الإخراج تحدي، وفي عام 2008 أيضاً قدم مهرجان للأفلام الروائية القصيرة وقد شارك في المهرجان أفلام روائية خليجية وعربية ومنها الفيلم الإماراتي بنت مريم للمخرج سعيد سالمين المري والفيلم المصري فيلم فيولينا من إخراج سوزان عباس.
- أقام العديد من الأنشطة الثقافية من بينها أمسيات شعرية وندوات تتعلّق بالإلهام المسرحي بشكل خاص والإلهام البحريني بشكل عام، وأقام عدد من الورش المسرحية.
- أقام مهرجان الريف المسرحي الرابع عام 2007م حيث شاركت فيه عدد من الفرق المسرحية التابعة للأندية والمراكز البحرينية.